# Atyades
Les Atyades constituent la plus ancienne des trois dynasties de rois qui se succèdent en Lydie. Ils règnent de -1579 à -1292, avant d'être remplacés par la lignée des Héraclides (elle même supplantée par les Mermnades en -685). Elle n'a pas laissé de vestiges et les personnages mentionnés sont semi-légendaires.

## Rois de la dynastie
- v. 1579 - ?[réf. souhaitée] : Manès, époux de l'Océanide Callirhoé
- Atys, son fils selon Hérodote, son petit-fils (fils de Cotys et Halie) selon Denys d'Halicarnasse[1]
- Lydos, fils d'Atys et de Callithéa[1], éponyme du royaume
- Iardanos (en)
- Omphale, fille de Iardanos et épouse de Tmolos[2]
- v. 1292[réf. nécessaire] : son successeur immédiat Pylémène[3], époux de la nymphe Gygée et dont les fils Mesthlès et Antiphus commandent les troupes lydiennes qui viennent au secours de Troie[3].

## Légendes
Selon une tradition non validée mais couramment admise pendant l'antiquité, fondée sur un texte d'Hérodote qui se prévaut de sources lydiennes, sous le règne des Atyades des Lydiens poussés par la famine migrent en Ombrie et y sont la source des Étrusques. L'ancêtre mythique de ce peuple serait Tyrrhenus, auquel l'historien gréco-lydien Xanthos et Strabon donnent pour père Atys, le rattachant aux Atyades — tandis que selon Hérodote, il serait fils de Télèphe.
Cotys, père ou frère d'Atys, aurait eu un fils nommé Asies, dont les Lydiens pensaient qu'il avait donné son nom au continent Asie, toujours selon Hérodote.
C'est de la reine Omphale au service de laquelle il a dû se mettre — ou d'une des esclaves de celle-ci — qu'il est dit qu'Héraclès a un fils dont descend la dynastie des Héraclides, qui succède aux Atyades.